# Zachvatkinibates quadrivertex
Zachvatkinibates quadrivertex is een mijtensoort uit de familie van de Mycobatidae. De wetenschappelijke naam van de soort is voor het eerst geldig gepubliceerd in 1920 door Halbert.